# Chico Buarque: Histórias de Canções
Chico Buarque: Histórias de Canções é um livro do jornalista Wagner Homem, lançado em 2009, que conta histórias sobre o cantor e compositor Chico Buarque, formando sua biografia. Foi o décimo sexto livro mais vendido no Brasil em 2009 na categoria não-ficção, conforme a revista Veja.